# Lawenda

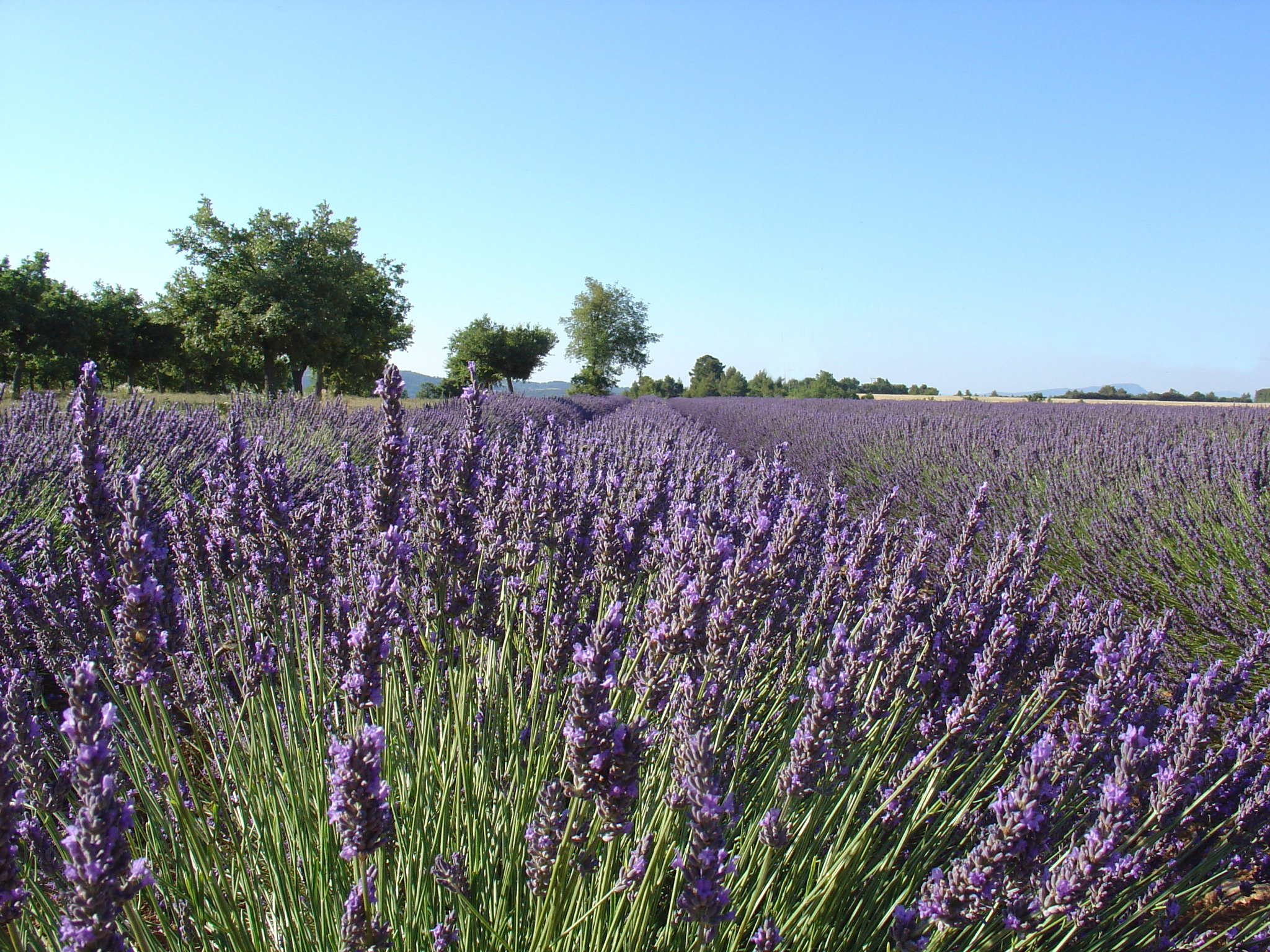
Lawenda wąskolistna

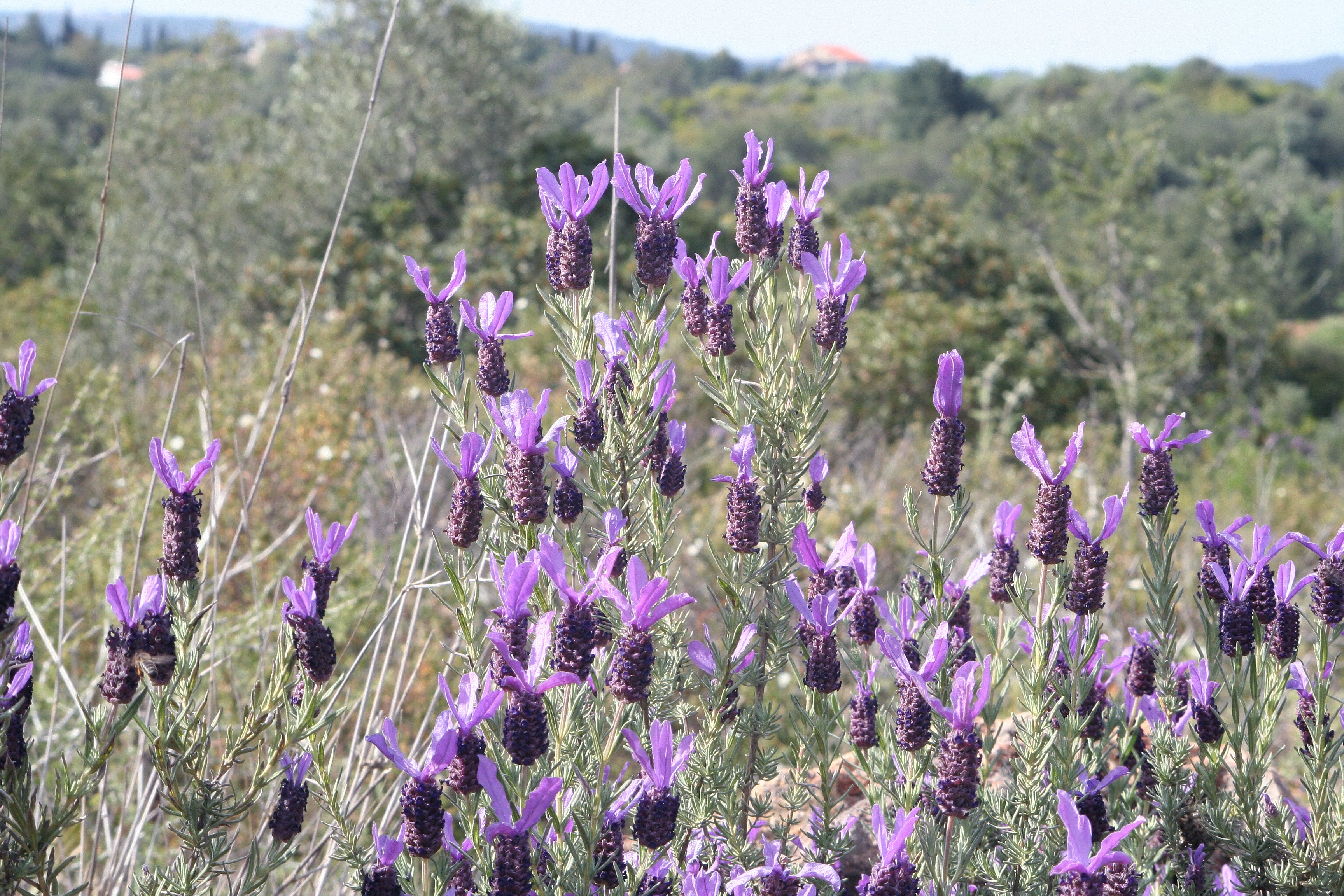
Lavandula stoechas

Lawenda (Lavandula L.) – rodzaj roślin z rodziny jasnotowatych. Obejmuje 41 gatunków. Występują one głównie w basenie Morza Śródziemnego, w północno-wschodniej Afryce i na Półwyspie Arabskim, ale zasięg rodzaju obejmuje obszar od Wysp Kanaryjskich po Somalię i Indie. Rośliny te rosną na siedliskach suchych, na zboczach wzgórz.
Różne gatunki lawendy, a zwłaszcza tetraploidalny mieszaniec L. ×intermedia, są rozpowszechnione w uprawie. Do bardziej mrozoodpornych należy lawenda wąskolistna L. angustifolia. Roślina ta dobrze zaaklimatyzowała się także w południowych rejonach Polski. Sadzona jest głównie w ogrodach, pożytkowana na plantacjach. Biorąc pod uwagę południowe pochodzenie, najlepsze pod uprawę tej rośliny są pola osłonięte od zimnych wiatrów i nasłonecznione. Najlepiej udaje się na glebach ciepłych, przepuszczalnych, piaszczystych o odczynie zasadowym.

## Morfologia

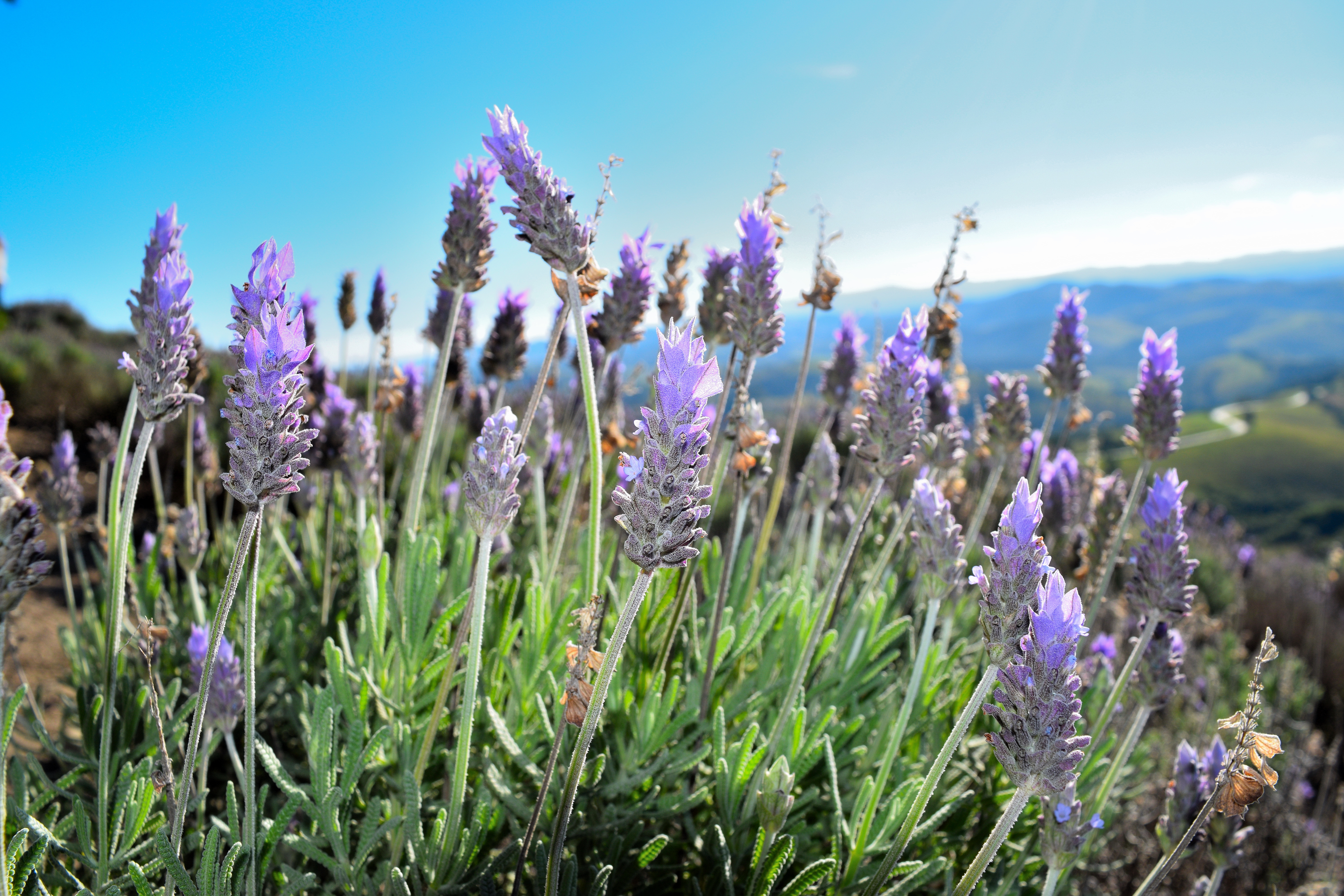
Lavandula dentata

PokrójKrzewy osiągające do 1,5 m wysokości, półkrzewy i rośliny zielne. Pędy zwykle silnie aromatyczne nagie lub w różnym stopniu owłosione, włoski pojedyncze, czasem gwiaździste.
LiścieWiecznie zielone, naprzeciwległe, pojedyncze, całobrzegie o wąskiej blaszce lub głęboko ząbkowane lub pierzastosieczne. Często kutnerowate o szarym zabarwieniu.
KwiatyZebrane w okółkach po 3–9 w bardzo gęstych wierzchotkach. Okółki są luźne lub gęste, tworzące szczytowy, kłosokształtny kwiatostan rozwijający się na długiej szypule, czasem rozgałęziony. Kwiaty są siedzące lub krótkoszypułkowe, wsparte trwałymi, naprzeciwległymi lub skrętoległymi podsadkami. Kielich jest zrosłodziałkowy, jajowatowalcowaty, z 8, 13 lub 15 żyłkami, promienisty z 5 działkami równej długości lub dwuwargowy, z górną wargą większą. Korona mniej lub bardziej wyraźnie dwuwargowa, zwykle niebieskofioletowa do fioletowej lub białej, rzadziej fioletowoczarna lub żółtawa. Rurka korony różnej długości – u jednych gatunków ledwo wystaje z kielicha, u innych jest dłuższa od niego (do trzech razy). Górną wargę tworzą dwie łatki, dolną trzy. Cztery pręciki są zwykle dwusilne (dwa z nich są dłuższe), nie wystają z rurki korony. Ich nitki są nagie, a pylniki nerkowate. Zalążnia górna, dwukomorowa, z dwoma zalążkami w każdej z komór. Szyjka słupka pojedyncza, z rozwidlonym znamieniem.
OwoceRozłupnie rozpadające się na cztery rozłupki, zmienne pod względem kształtu, koloru i wielkości.

## Systematyka
Pozycja systematyczna

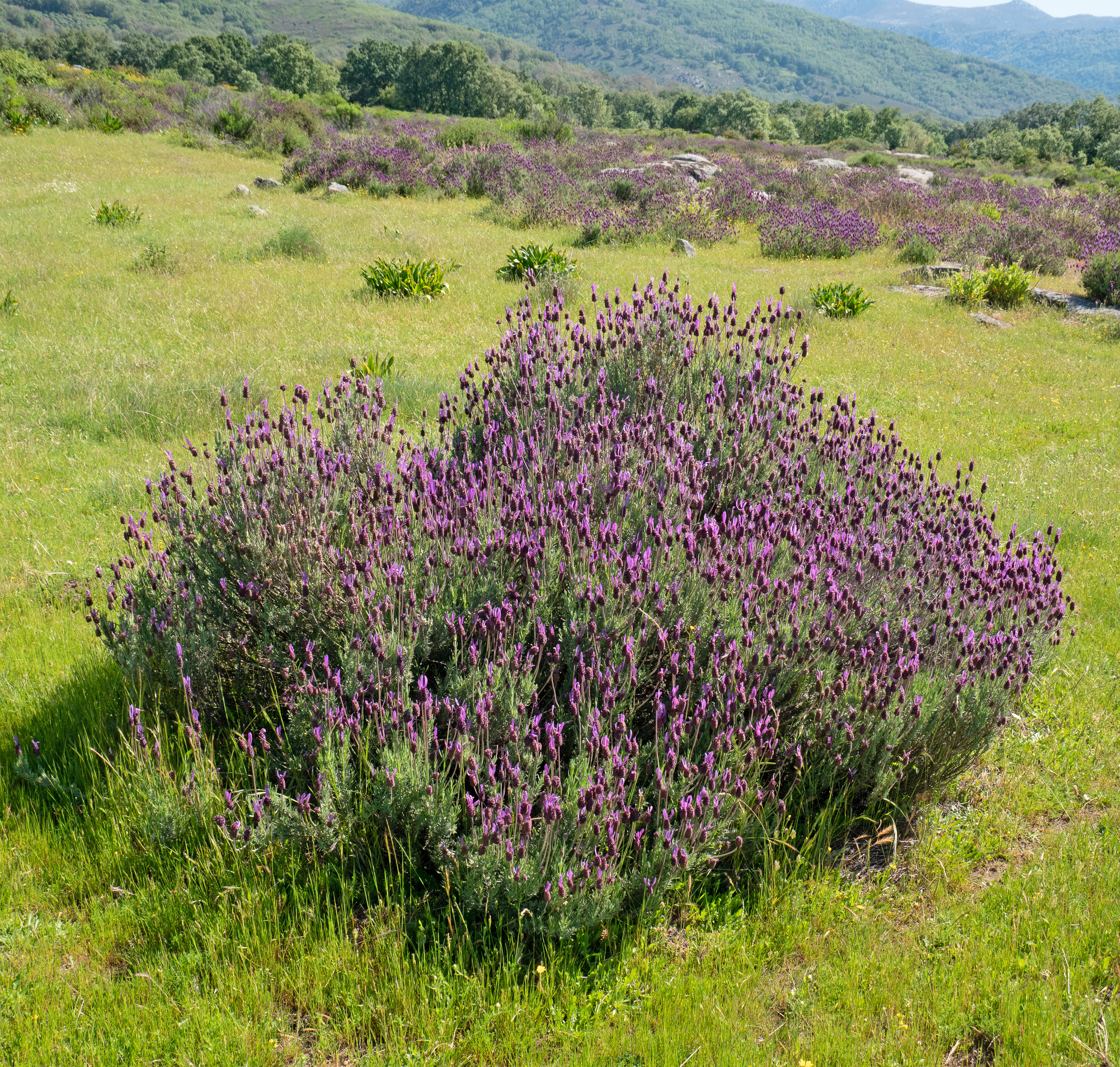
Lavandula pedunculata

Rodzaj należy do monotypowego podplemienia Lavandulinae, jednego z pięciu w obrębie plemienia Ocimeae w podrodzinie Nepetoideae z rodziny  jasnotowatych Lamiaceae.
Wykaz gatunków
- Lavandula × alportelensis P.Silva, Fontes & Myre
- Lavandula angustifolia Mill. – lawenda wąskolistna, l. lekarska
- Lavandula antineae Maire
- Lavandula aristibracteata A.G.Mill.
- Lavandula atriplicifolia Benth.
- Lavandula austroapennina N.G.Passal., Tundis & Upson
- Lavandula bipinnata (Roth) Kuntze
- Lavandula bramwellii Upson & S.Andrews
- Lavandula buchii Webb & Berthel.
- Lavandula × cadevallii Sennen
- Lavandula canariensis Mill.
- Lavandula × cavanillesii D.Guillot & Rosselló
- Lavandula citriodora A.G.Mill.
- Lavandula coronopifolia Poir.
- Lavandula dentata L. – lawenda francuska
- Lavandula dhofarensis A.G.Mill.
- Lavandula erythraeae (Chiov.) Cufod.
- Lavandula galgalloensis A.G.Mill.
- Lavandula gibsonii J.Graham
- Lavandula × ginginsii Upson & S.Andrews
- Lavandula hasikensis A.G.Mill.
- Lavandula × heterophylla Viv.
- Lavandula × intermedia Emeric ex Loisel.
- Lavandula lanata Boiss.
- Lavandula latifolia Medik. – lawenda szerokolistna, lawenda spika
- Lavandula × limae Rozeira
- Lavandula × losae Sánchez-Gómez, Alcaraz & García Vall.
- Lavandula macra Baker
- Lavandula mairei Humbert
- Lavandula maroccana Murb.
- Lavandula minutolii Bolle
- Lavandula multifida L. – lawenda wielodzielna
- Lavandula nimmoi Benth.
- Lavandula nooruddinii A.Patzelt & A.Al Hinai
- Lavandula pedunculata (Mill.) Cav. – lawenda szypułkowa
- Lavandula pinnata Lundmark
- Lavandula pubescens Decne.
- Lavandula qishnensis Upson & S.Andrews
- Lavandula rejdalii Upson & Jury
- Lavandula rotundifolia Benth.
- Lavandula saharica Upson & Jury
- Lavandula samhanensis Upson & S.Andrews
- Lavandula setifera T.Anderson
- Lavandula somaliensis Chaytor
- Lavandula stoechas L.
- Lavandula sublepidota Rech.f.
- Lavandula subnuda Benth.
- Lavandula tenuisecta Coss. ex Ball
- Lavandula viridis L'Hér.

## Zastosowanie
- Rośliny kosmetyczne uprawiane dla eterycznych olejków wykorzystywanych w kosmetyce. Lawendę wąskolistną uprawia się na szeroką skalę we Francji (głównie w Prowansji), Anglii, Ameryce Południowej. Służy do produkcji olejku lawendowego.
- Niektóre gatunki są uprawiane jako rośliny ozdobne.
- Rośliny miododajne: Z kwiatów lawendy, które dają obfity nektar, wytwarza się wysokiej jakości miód lawendowy. Miód ten produkowany jest przede wszystkim w regionach Morza Śródziemnego i jest sprzedawany na całym świecie jako produkt najwyższej jakości[11].
- Stosowane są przeciwko molom odzieżowym, które odstraszają swoim zapachem.
- Jako przyprawa: ma słodki smak z lekko cytrusowo-kwiatową nutką. Lawenda występuje często w połączeniu z innymi ziołami i przyprawami do potraw mięsnych, główne z baraniny lub dziczyzny. Jest blisko spokrewniona z rozmarynem, szałwią i tymiankiem - może być wykorzystana w większości przepisów zamiast tych przypraw. Lawenda jest jednym z ziół wchodzących w skład mieszanki ziół prowansalskich. Świeże kwiaty lawendy można wykorzystać jako jadalny dodatek dekoracyjny. Suszone kwiaty można umieścić razem z cukrem i trzymać w zamkniętym słoiku przez kilka tygodni. Powstanie cukier o zapachu lawendy, który można wykorzystać jako dodatek do ciast i kremów[12].
- Olejek lawendowy: ma właściwości antyseptyczne, przeciwzapalne i może być stosowany jako naturalny środek odstraszający mole i komary. Dodany do kąpieli pomaga się zrelaksować i odprężyć[13].